# Gros Islet (dystrykt)

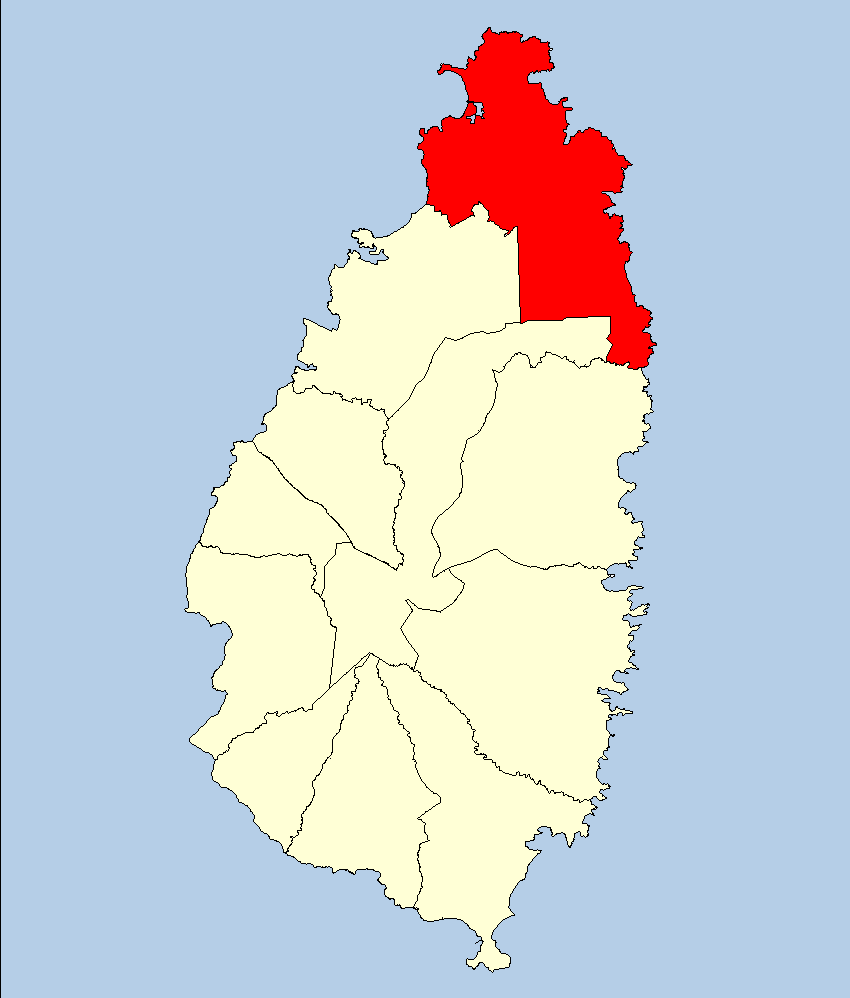
Dystrykt Gros Islet

Gros Islet – jeden z 11 dystryktów w Saint Lucia, zajmuje powierzchnię 101 km². Liczba ludności to 19 816, a gęstość zaludnienia wynosi 196,2 osób/km². Stolicą dystryktu jest Gros Islet.